# مارک فرگوسن (بازیکن فوتبال)
مارک فرگوسن (انگلیسی: Mark Ferguson؛ زادهٔ ۶ نوامبر ۱۹۶۰) بازیکن فوتبال اهل بریتانیا است.
از باشگاه‌هایی که در آن بازی کرده‌است می‌توان به باشگاه فوتبال نورتویچ ویکتوریا و باشگاه فوتبال ترانمره راورز اشاره کرد.